# Padiernos
Padiernos è un comune spagnolo di 251 abitanti situato nella comunità autonoma di Castiglia e León.